# Trimeresurus malcolmi
Trimeresurus malcolmi là một loài rắn trong họ Rắn lục. Loài này được Loveridge mô tả khoa học đầu tiên năm 1938.